# Senna Miangue
Senna Miangue, né le 5 février 1997 à Anvers en Belgique, est un footballeur belge qui joue au poste de défenseur. Il possède également la nationalité congolaise (RC).

## Biographie

### En sélections nationales
Senna Miangue est régulièrement sélectionné dans les équipes belges de jeunes, des moins de 15 ans jusqu'aux espoirs. Il dispute les éliminatoires de l'Euro espoirs 2017 et les éliminatoires de l'Euro espoirs 2019.
Il envisage toutefois de changer de nationalité sportive chez les seniors en mars 2020, en acceptant tout d'abord une convocation du Congo en vue de la double confrontation contre l'Eswatini au sein du groupe I des éliminatoires de la Coupe d'Afrique des Nations 2021, mais les rencontres sont reportées en raison de la pandémie de Covid-19 reportant ainsi également son choix éventuel.

## Statistiques

### En club
| Saison                | Club                     | Championnat           | Championnat | Championnat | Championnat | Coupe(s) nationale(s) | Coupe(s) nationale(s) | Coupe(s) nationale(s) | Compétition(s) continentale(s) | Compétition(s) continentale(s) | Compétition(s) continentale(s) | Compétition(s) continentale(s) | Autres compétitions | Autres compétitions | Autres compétitions | Autres compétitions | Total | Total | Total |
| Saison                | Club                     | Division              | M.          | B.          | P.d.        | M.                    | B.                    | P.d.                  | Comp.                          | M.                             | B.                             | P.d.                           | Comp.               | M.                  | B.                  | P.d.                | M.    | B.    | P.d.  |
| 2016-2017             | Inter Milan              | Serie A               | 3           | 0           | 0           | 0                     | 0                     | 0                     | C3                             | 2                              | 0                              | 0                              | -                   | -                   | -                   | -                   | 5     | 0     | 0     |
| 2016-2017             | Cagliari Calcio (prêt)   | Serie A               | 4           | 0           | 0           | 0                     | 0                     | 0                     | -                              | -                              | -                              | -                              | -                   | -                   | -                   | -                   | 4     | 0     | 0     |
| 2017-2018             | Cagliari Calcio          | Serie A               | 11          | 0           | 1           | 1                     | 0                     | 0                     | -                              | -                              | -                              | -                              | -                   | -                   | -                   | -                   | 12    | 0     | 1     |
| Sous-total            | Sous-total               | Sous-total            | 15          | 0           | 1           | 1                     | 0                     | 0                     | -                              | -                              | -                              | -                              | -                   | -                   | -                   | -                   | 16    | 0     | 1     |
| 2018-2019             | Standard de Liège (prêt) | Division 1A           | 2           | 0           | 0           | -                     | -                     | -                     | C1+C3                          | 0+0                            | 0+0                            | 0+0                            | PO1                 | 4                   | 0                   | 0                   | 6     | 0     | 0     |
| 2019-2020             | Standard de Liège (prêt) | Division 1A           | 3           | 0           | 0           | 1                     | 0                     | 0                     | C3                             | 0                              | 0                              | 0                              | -                   | -                   | -                   | -                   | 4     | 0     | 0     |
| Sous-total            | Sous-total               | Sous-total            | 5           | 0           | 0           | 1                     | 0                     | 0                     | -                              | 0                              | 0                              | 0                              | -                   | 4                   | 0                   | 0                   | 10    | 0     | 0     |
| 2020-2021             | KAS Eupen (prêt)         | Division 1A           | 24          | 0           | 0           | 0                     | 0                     | 0                     | -                              | -                              | -                              | -                              | -                   | -                   | -                   | -                   | 24    | 0     | 0     |
| 2021-2022             | Cercle Bruges KSV (prêt) | Division 1A           | 19          | 3           | 1           | 1                     | 0                     | 0                     | -                              | -                              | -                              | -                              | -                   | -                   | -                   | -                   | 20    | 3     | 1     |
| 2022-2023             | Cercle Bruges KSV        | Division 1A           | 8           | 0           | 0           | 1                     | 0                     | 0                     | -                              | -                              | -                              | -                              | -                   | -                   | -                   | -                   | 9     | 0     | 0     |
| 2023-2024             | Cercle Bruges KSV        | Division 1A           | 20          | 0           | 0           | -                     | -                     | -                     | -                              | -                              | -                              | -                              | PO1                 | 4                   | 0                   | 0                   | 24    | 0     | 0     |
| 2024-2025             | Cercle Bruges KSV        | Division 1A           | 16          | 0           | 0           | 1                     | 0                     | 0                     | C3+C4                          | 3+7                            | 0+0                            | 0+0                            | PO3                 | -                   | -                   | -                   | 27    | 0     | 0     |
| Sous-total            | Sous-total               | Sous-total            | 63          | 3           | 1           | 3                     | 0                     | 0                     | -                              | 10                             | 0                              | 0                              | -                   | 4                   | 0                   | 0                   | 80    | 3     | 1     |
| Total sur la carrière | Total sur la carrière    | Total sur la carrière | 110         | 3           | 2           | 5                     | 0                     | 0                     | -                              | 12                             | 0                              | 0                              | -                   | 8                   | 0                   | 0                   | 135   | 3     | 2     |

## Palmarès

### En club
|  |  | Inter Milan -19 ans - Coupe d'Italie -19 ans (1) : - Vainqueur : 2016. - Tournoi de Viareggio (1) : - Vainqueur : 2015. |

## Vie privée
Senna Miangue est né à Anvers en Belgique, d'un père congolais, Boniface, également footballeur, et d'une mère belge flamande, Anneke. Il porte le nom de l'ancien champion du monde brésilien de Formule 1, Ayrton Senna. Il parle couramment quatre langues.